# AC Bongoville
Der Athletic Club Bongoville ist ein gabunischer Fußballklub aus der Stadt Bongoville in der Provinz Haut-Ogooué.

## Geschichte
Der Klub ist der Nachfolger vom Racing Club of Masuku, aus Masuku (heute Franceville) dessen Team im Jahr 2011 nach Bongoville umgezogen ist. Man behielt den Startplatz in der ersten Liga des Landes, der Championnat National D1. Die erste Saison 2012/13 schloss die Mannschaft mit 33 Punkten auf dem neunten Platz ab. In der Folgesaison kam das Team mit 23 Punkten nur auf den zwölften Platz. Nach dem 24. von 26 Spieltagen zog sich der Klub aufgrund von internen finanziellen Konflikten zurück.
2015 scheiterte man in der 1. Runde des nationalen Pokals mit 1:7 an CF Mounana. Zudem nahm die Mannschaft an der nun zweitklassigen Liga Championnat National D2 teil, wurde mit 19 Punkten dritter der Gruppe A und verpasste die Aufstiegs-Playoffs. Die Saison 2015/16 schloss man mit Platz elf und stieg erneut ab. Die Zeit danach ist unbekannt.